# Heinz Friedrich (Verleger)
Heinz Friedrich (* 14. Februar 1922 in Roßdorf (bei Darmstadt); † 13. Februar 2004 in München) war ein deutscher Verleger, Essayist und Autor.

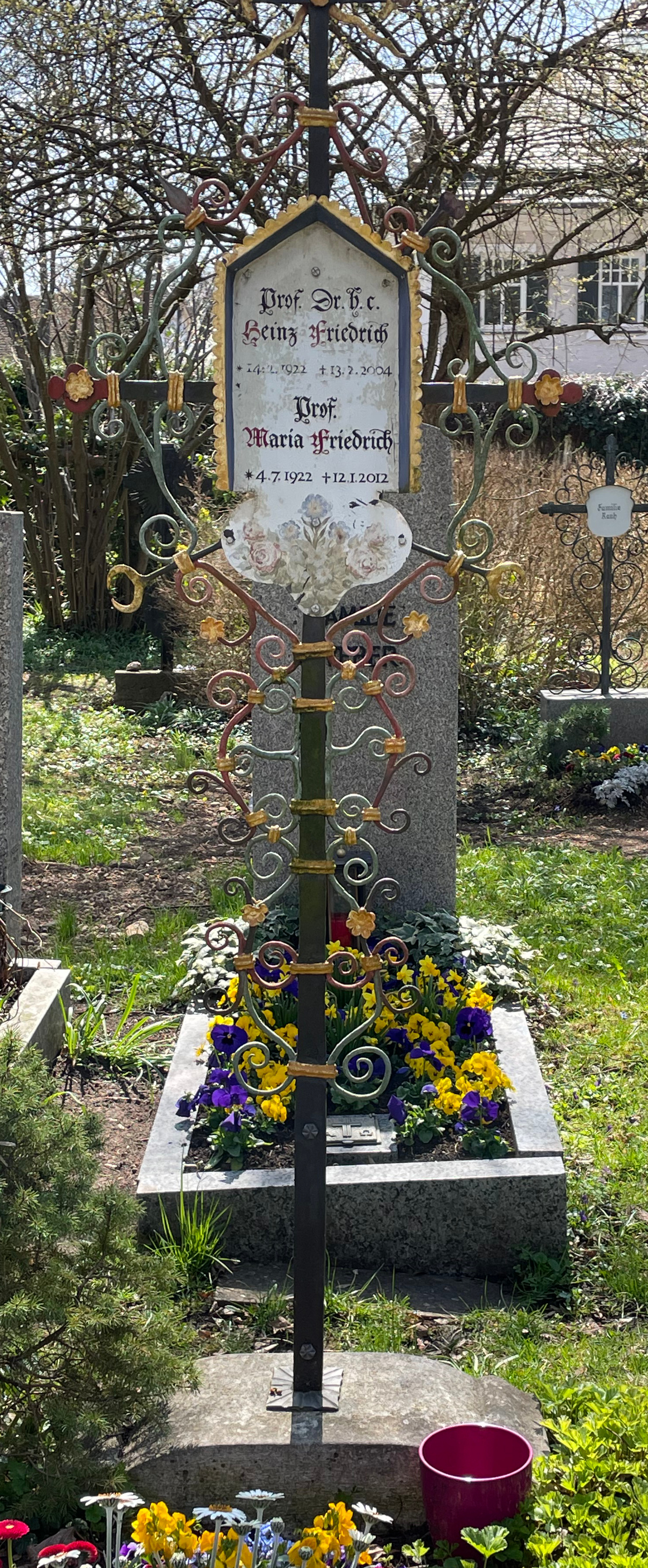
Grab von Heinz Friedrich auf dem Nymphenburger Friedhof

## Leben
Heinz Friedrich war von 1932 bis 1940 Schüler des Ludwig-Georgs-Gymnasiums in Darmstadt. Sofort nach dem Abitur im März 1940 wurde er zum Wehrdienst eingezogen und als Soldat bis zu einer schweren Verwundung 1945 in Königsberg eingesetzt. Ende 1945 kehrte er nach kurzer sowjetischer Kriegsgefangenschaft nach Hause zurück. 1946 heiratete er Maria Maser; aus dieser Ehe stammen zwei Töchter.
Friedrich gehörte zu den Mitbegründern der Gruppe 47. Er wurde 1947 Redakteur im Feuilleton der Frankfurter Wochenzeitung „Die Epoche“. 1948 schrieb er sein erstes Buch („Die Straße Nirgendwo“); es folgten unter den Titeln „Bänkelsang der Zeit“ und „Deine Söhne, Europa“ zwei Gedichtbände. Bis 1961 schrieb Friedrich als Theaterkritiker für mehrere Zeitungs- und Hörfunkredaktionen. 
Von 1949 an arbeitete er als Redakteur beim Hessischen Rundfunk und leitete dort von 1954 bis 1956 das Abendstudio; in dieser Zeit machte er beispielsweise Aufnahmen mit Gottfried Benn und befasste sich mit Themen wie Verhaltensforschung, Ökologie und Kulturanthropologie. Von 1956 bis 1959 war er Cheflektor der Fischer Bücherei im S. Fischer Verlag. Danach war er bis 1961 Programmdirektor bei Radio Bremen.
Sein Lebenswerk ist der Aufbau des Deutschen Taschenbuch Verlags, für den er von 1961 bis 1990 als Geschäftsführender Gesellschafter tätig war.
Zwischen 1962 und 1985 engagierte er sich in Gremien des Börsenvereins des Deutschen Buchhandels und des Bayerischen Landesverbandes der Verlage und Buchhandlungen. 1966 schrieb er für den Bayerischen Rundfunk den „Bücher-Baedeker“, einen Begleiter in 34 Folgen durch die Literatur. 1972 erschienen die Marginalien „Im Narrenschiff des Zeitgeistes“. 1987 folgten die Titel „Aufräumarbeiten“, „Mein Dorf“ und „Leben ohne Zukunft?“
Bekannt geworden ist Heinz Friedrich auch als Präsident der Bayerischen Akademie der Schönen Künste (1983–1995), der er seit 1977 angehörte, als Honorarprofessor für neuere deutsche Literatur- und Buchwissenschaft an der Universität München sowie als Essayist und Kulturkritiker. Von 1978 bis 1984 war er Mitglied der Jury des Friedenspreises des Deutschen Buchhandels; ferner amtierte er als Vorsitzender des Beirates der Langenscheidt KG.
Das Grab von Heinz Friedrich befindet sich auf dem Nymphenburger Friedhof in München.

## Veröffentlichungen (Auswahl)
- Im Narrenschiff des Zeitgeistes. Unbequeme Marginalien. München 1972.
- Kulturkatastrophe. Nachrufe auf das Abendland. Hamburg 1979, DNB 790766515
- Kulturverfall und Umweltkrise. Plädoyers für eine Denkwende. München 1982, DNB 820479411
- Aufräumarbeiten. Berichte, Kommentare, Reden, Gedichte und Glossen aus vierzig Jahren. Hrsg. von Lutz-W. Wolff. München 1987.
- Mein Dorf. Berlin 1987.
- Vom Gegenglück des Geistes. Zeit und Zeitgenossen. München 2002.
- Erlernter Beruf: Keiner. Erinnerungen an das 20. Jahrhundert. München 2006, DNB 974894648.

## Auszeichnungen
- 1979: Bayerischer Verdienstorden
- 1982: Johann-Heinrich-Merck-Ehrung der Stadt Darmstadt
- 1982: Perthes-Medaille des Börsenvereins des Deutschen Buchhandels
- 1983: Bundesverdienstkreuz am Bande
- 1986: Medaille in Gold der Volkshochschule München
- 1987: Ehrendoktor der Universität Regensburg
- 1987: Medaille München leuchtet in Gold
- 1987: Österreichisches Ehrenkreuz für Wissenschaft und Kunst I. Klasse
- 1988: Großes Bundesverdienstkreuz
- 1989: Kulturpreis der Bayerischen Landesstiftung
- 1993: Bayerischer Maximiliansorden für Wissenschaft und Kunst
- 1995: Bayerische Verfassungsmedaille in Silber